# Albatros D.XI
El Albatros D.XI era un biplano de caza alemán  monoplaza volado por vez primera en febrero de 1918. Fue el primer diseño de Albatros en utilizar un motor rotatorio Siemens-Halske Sh.III de 160 cv, y también mostraba una nueva construcción del ala con soportes diagonales que partían del fuselaje, reemplazando los elementos de ensamblaje de alambre que eran comunes hasta ese momento.
Las alas tenían diferentes tamaños en envergadura y superficie, siendo las alas superiores mayores que las inferiores, y se encontraban unidas por soportes en forma de “I”, con un alerón en la sección central, la rigidez adicional estaba otorgada por los soportes diagonales partiendo de la base de las alas y ajustándose en el tope del fuselaje. El uso de un motor rotatorio requirió el uso de una hélice de mayor diámetro y consecuentemente un tren de aterrizaje más alto. 
El D.XI estaba armado con las mismas ametralladoras gemelas de calibre 7,92 mm empleadas en los otros cazas Albatros. Dos prototipos fueron construidos, el primero mostraba alerones balanceados de cuerda paralela, y una hélice cuatripala, y el segundo con alerones no balanceados, encintados inversamente y con una hélice bipala. El D.XI no fue puesto nunca en producción.

## Especificaciones técnicas (D.XI)

### Características generales
- Tripulación: 1
- Longitud: 5,58 m
- Envergadura: 8,00 m
- Superficie alar: 18,50 m²
- Peso vacío: 494 kg
- Peso cargado: 723 kg
- Planta motriz: 1× motor rotatorio Siemens-Halske Sh.III.
  - Potencia: 120 cv

### Rendimiento
- Velocidad máxima operativa (Vno): 190 km/h
- Alcance: 2 horas

### Armamento
- Armas de proyectiles: 2 x ametralladora 7,92 mm LMG 08/15 Spandau frontales